# Kasabian (album)
Kasabian è l'album di debutto del gruppo musicale britannico Kasabian, pubblicato il 13 settembre 2004 nel Regno Unito e l'8 marzo 2005 negli Stati Uniti. Nel 2013 l'album è arrivato a vendere circa un milione di copie nel solo Regno Unito.

## Tracce
Testi di Sergio Pizzorno, musiche di Sergio Pizzorno e Christopher Karloff.
1. Club Foot – 3:34
2. Processed Beats – 3:08
3. Reason Is Treason – 4:35
4. I.D. – 4:47
5. Orange – 0:46
6. L.S.F. (Lost Souls Forever) – 3:17
7. Running Battle – 4:15
8. Test Transmission – 3:55
9. Pinch Roller – 1:13
10. Cutt Off – 4:38
11. Butcher Blues – 4:28
12. Ovary Stripe – 3:50
13. U Boat – 10:51
  - Reason Is Treason (Jacknife Lee Mix) – traccia fantasma

CD bonus nell'edizione tedesca
1. L.S.F. (Lost Souls Forever) – 3:17
2. Lab Twat – 3:20
3. Doctor Zapp – 3:34
4. L.S.F. (Jagz Kooner Mix Edit) – 3:13
5. L.S.F. (Music Video) – 3:50

Tracce bonus nell'edizione giapponese
1. Club Foot (Jagz Kooner Vocal Mix) – 3:19
2. Sand Clit – 3:57
3. 55 (Live from Brixton Academy) – 4:26
4. Out of Space (The Prodigy Cover) (Live Lounge Version) – 2:28
5. The Duke – 3:37
6. Bang – 9:49

DVD bonus nell'edizione giapponese
1. Club Foot (Live from Brixton Academy)
2. 2004 Tour Documentary

DVD nell'edizione deluxe
1. Reason Is Treason (Music Video)
2. Club Foot (Music Video)
3. L.S.F. (Lost Souls Forever) (Music Video)
4. Club Foot (Making Of)
5. L.S.F. (Lost Souls Forever) (Making of)
6. Field of Dreams (Documentary)

## Formazione
Kasabian
- Tom Meighan – voce
- Sergio Pizzorno – voce, chitarra ritmica, sintetizzatore, programmazione; tastiera in Ovary Stripe
- Christopher Karloff – chitarra solista, sintetizzatore, programmazione, omnichord; basso in Club Foot, Reason Is Treason e Test Transmission; tastiera in Orange e Pinch Roller; organo in Ovary Stripe; drum machine in Club Foot
- Chris Edwards – basso (tranne in Club Foot, Reason Is Treason e Test Transmission)

Altri musicisti
- Ian Matthews – batteria in Processed Beats, Butcher Blues, Orange e Ovary Stripe
- Ryan Glover – batteria in Reason Is Treason e Test Transmission
- Daniel Ralph Martin – batteria in L.S.F. (Lost Souls Forever) e Cutt Off

## Classifiche
| Classifica (2004) | Posizione massima |
| ----------------- | ----------------- |
| Giappone          | 17                |
| Irlanda           | 22                |
| Regno Unito       | 4                 |
| Classifica (2005) | Posizione massima |
| Francia           | 70                |
| Italia            | 56                |
| Paesi Bassi       | 72                |
| Stati Uniti       | 94                |